# Rosa Chiriboga
Rosa de Fátima Chiriboga Ponce es una investigadora y científica ecuatoriana especializada en Medicina Transfusional y Terapia Celular.

## Biografía
Rosa Chiriboga trabajó por 15 años en la Cruz Roja Ecuatoriana, llegando a ser supervisora de control interno en Bancos de Sangre del país, programas establecidos en el Centro de Investigación en Enfermedades Infecciosas de la Pontificia Universidad Católica del Ecuador (PUCE). 
Desde 2003 hasta la actualidad la científica se desempeña como Directora en la Unidad De Referencia Para Bancos De Sangre (URBS), en el Programa De Evaluación Externa Del Desempeño (PEED). También es investigadora principal en el Centro de Investigación para la Salud en América Latina y docente en la Facultad de Medicina en la Carrera de Bioquímica Clínica en la Pontificia Universidad Católica del Ecuador, ubicada en la ciudad de Quito.

## Estudios
Realizó sus primeros estudios en el Colegio Particular Santo Domingo de Guzmán, de Quito.En el año 1991 obtuvo su título de Licenciatura en Ciencias Biológicas en la Universidad Central del Ecuador (UCE). En el año 2006 obtuvo el título de Máster en Salud Pública en la Pontificia Universidad Católica del Ecuador (PUCE). Adicionalmente, en el 2015 obtuvo su título de Máster en Medicina Transfusional y Terapia Celular otorgado por la Universidad Autónoma de Barcelona.

## Obras
Entre sus múltiples investigaciones y estudios científicos se encontraron los siguientes:

#### 2018
- Frecuencia de fenotipos del sistema Rh en donantes voluntarios de sangre[3] [Frequency of Rh system phenotypes in voluntary blood donors].
- Detección de aloinmunización en pacientes con insuficiencia renal crónica y terapia con hemodiálisis.[4]
- Estudio de la Frecuencia del antígeno y aloanticuerpos del sistema Diego en donantes de sangre.[5]
- Estudio de la Frecuencia de subgrupos del antígeno A en donantes voluntarios de sangre.[6]

2019
- Tipificación del antígeno Duffy como método indirecto para identificar individuos asintomáticos de malaria[7]

## Investigaciones
En 2018 Rosa Chiriboga y Katherine Parra Jaramillo realizaron el estudio titulado "Frecuencia de Subgrupos del antígeno A en donantes voluntarios de sangre", publicado en México. En este artículo se investigó las discrepancias comunes para tipificar a personas con variantes débiles del grupo sanguíneo A.
En cuanto a su estudio “Frecuencia de fenotipos del sistema Rh en donantes voluntarios de sangre” (Frequency of Rh system phenotypes in voluntary blood donors), Chiriboga identificó 20 fenotipos del sistema Rh distribuidos de forma heterogénea en 22 provincias del Ecuador. Gracias a este estudio y a los resultados obtenidos dentro del mismo, se evidenció la variedad de fenotipos en la población del Ecuador y la necesidad de su detección oportuna.
También colaboró en la investigación “Frecuencia del antígeno y aloanticuerpos del sistema Diego en donantes de sangre”, hecho con Fernando B. Góngora. Este trabajo trata sobre el sistema Diego, que es un sistema sanguíneo irregular involucrado de manera clínica en casos de enfermedad hemolítica del recién nacido. Ambos autores destacaron que las distribuciones de la frecuencia de antígenos y aloanticuerpos del sistema diego es casi uniforme dentro de la población ecuatoriana, quizás por el alto grado de mestizaje que existe. Esta información es de importancia para que se implemente la detección de este sistema sanguíneo dentro de los protocolos sobre anticuerpos irregulares en los bancos de sangre del Ecuador.
Asimismo, Chiriboga asesoró y aportó en el estudio "Prevención de la transmisión de Hepatitis B en transfusiones sanguíneas" de la Bioquímica clínica Daniela Núñez Torres, donde se investigó la correlación entre marcadores serológicos de esta infección hepática y que permite establecer la inclusión de nuevas pruebas del país que realizan testeos de donantes de sangre y la obtención de derivados sanguíneos libres de agentes infecciosos
Su más reciente publicación, en conjunto con las investigadoras Evelyn Alexandra Zúñiga-Sosa, María Fernanda Pullas-Bahamonde y Carolina Elizabeth Crespo-Proaño, es: "Tipificación del antígeno Duffy como método indirecto para identificar individuos asintomáticos de malaria". Esta investigación es de alta relevancia para países considerados endémicos de malaria, pues a pesar de las estrategias realizadas anualmente para el control y erradicación de esta enfermedad existen brotes aislados de malaria debido, probablemente, a portadores asintomáticos, presencia de individuos con fenotipo Duffy negativo o movimientos poblacionales. El objetivo de esta investigación fue determinar la presencia del fenotipo Fy(a-b-) y su relación con Plasmodium vivax.